# Samba d'amore (telenovela)
Samba d'amore (Chega Mais) è una telenovela brasiliana del 1980, prodotta da TV Globo e diretta da Gonzaga Blota (affiancato da Reynaldo Boury e Roberto Vignati). I protagonisti sono interpretati da Tony Ramos e Sônia Braga.
La telenovela è stata scritta e sceneggiata dal romanziere e commediografo Carlos Eduardo Novaes, famoso per la sua vena umoristica. Viene considerata un' "antinovela", in quanto ognuno dei suoi personaggi (più di 40) presenta qualità positive e negative.

## Diffusione e accoglienza in Italia
Trasmessa per la prima volta in Italia da Rete 4 nel 1985, Samba d'amore è stata in seguito riproposta su circuiti televisivi locali. È l'unica telenovela brasiliana premiata col Telegatto.